# Топонимия Иркутской области

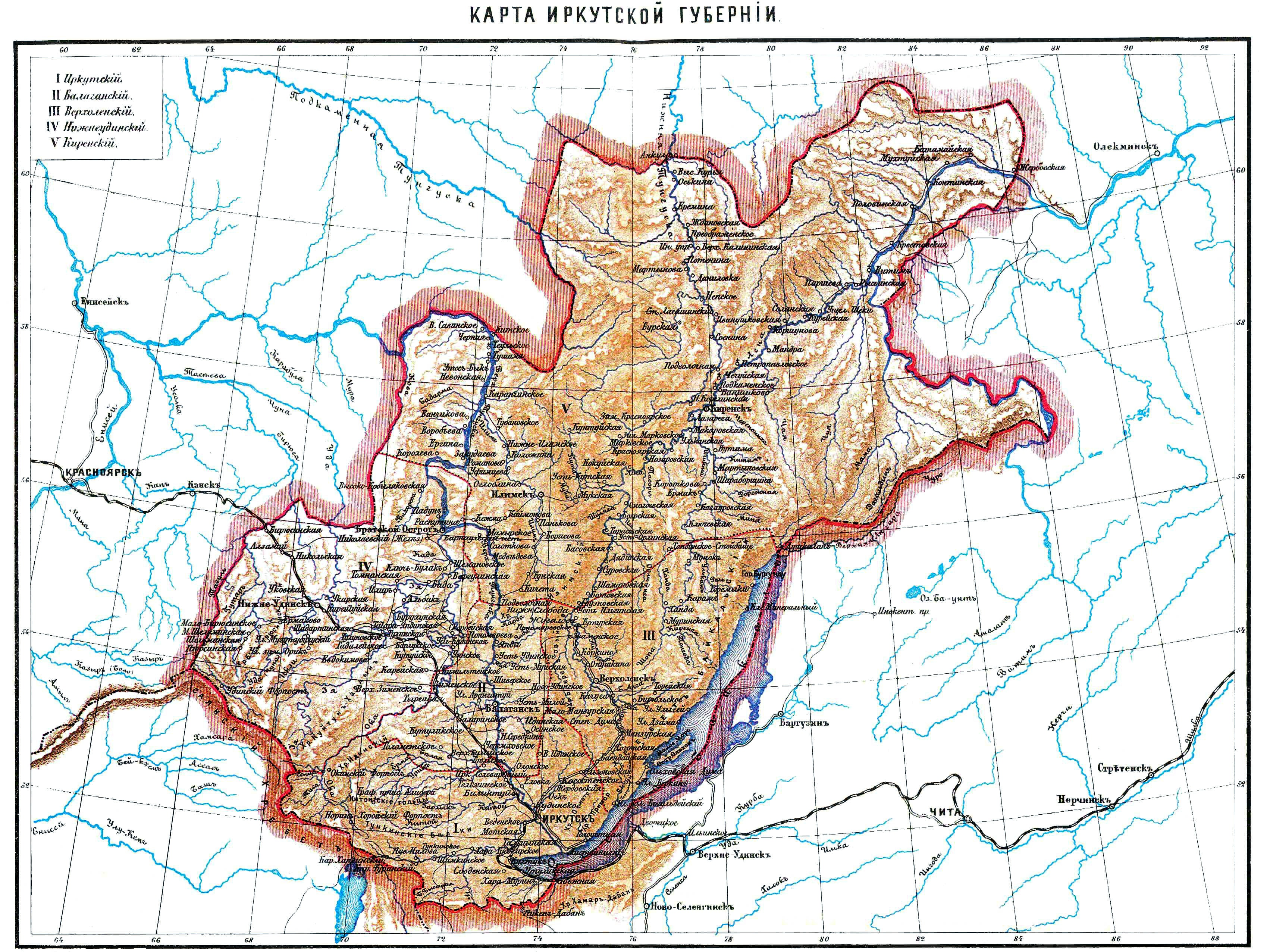
Карта Иркутской губернии начала XX века

Топонимия Иркутской области — совокупность географических названий, включающая наименования природных и культурных объектов на территории Иркутской области.
Название региона имеет длительную историю. Так, в 1724 году из части Тобольской провинции, в составе Сибирской губернии была выделена Иркутская провинция, которая в 1764 году была преобразована в Иркутскую губернию. Иркутская губерния, в свою очередь, с 1822 по 1884 год входила в Восточно-Сибирское генерал-губернаторство, а с 1884 по 1917 годы — в состав новообразованного Иркутского генерал-губернаторства. 28 июня 1926 года постановлением ВЦИК Иркутская губерния была упразднена, на её территории созданы 3 округа Сибирского края — Иркутский, Тулунский и Киренский. Иркутский округ просуществовал до 1930 года, когда в результате разукрупнения Сибирского края были созданы Западно-Сибирский и Восточно-Сибирский края, административным центром последнего стал Иркутск. 5 декабря 1936 года Восточно-Сибирский край был упразднён, а его территория разделена между Восточно-Сибирской областью (административный центр — Иркутск) и Бурят-Монгольской АССР. Восточно-Сибирская область, в свою очередь, 26 сентября 1937 года постановлением ЦИК СССР была разделена на Иркутскую и Читинскую области, после чего название региона не менялось.

## История формирования и структура топонимии
По состоянию на 15 декабря 2022 года, в Государственном каталоге географических названий в Иркутской области зарегистрировано 19053 названия географических объектов, в том числе 1527 названий населённых пунктов.
Топонимия области формировалась на протяжении нескольких веков. Основные дорусские топонимические пласты — монголоязычный (преимущественно бурятский), тунгусоязычный (эвенкийский) и тюркоязычный. Существуют также самодийскоязычный, енисейскоязычный и некоторые другие топонимические пласты.

### Тунгусоязычный топонимический пласт
В 1700—1300 годах до нашей эры в Прибайкалье проживали представители глазковской культуры. Есть предположение, что это были предки тунгусо-маньчжурских народов.
Эвенкийский топонимический пласт является одним из наиболее древних на территории области, однако не самым древним, так как названия наиболее крупных географических объектов происходят не из эвенкийского языка. Топонимы эвенкийского происхождения широко распространены на севере региона, в частности, в бассейне Витима, Лены, среднем течении Ангары, среднем течении Уда. Отдельными очагами они встречаются и южнее, например в районе села Большое Голоустное в Иркутском районе.
Как правило, эвенкийские топонимы связаны с географической характеристикой местности. Отличительные признаки топонимов эвенкийского происхождения:
- суффикс прилагательного -нга (Куленга — змеиная, Киренга — грязная, Коченга — с изгибом и др.)
- суффикс имени прилагательного -ма (Мама (эвенк. Мома) — деревянный, лесистое место, Турма — земляное, Мума (эвенк. Муумэ — образованный водой) Катарма, Ярма, Кырма и др.)
- уменьшительный суффикс -кан (Ангара — Ангаракан, Витим — Витимкан, Ая — Аякан, Талакан — солонечек, Амуткан — озерцо, Мукан (искажение Мука) — маловодный и др.)
- увеличительный суффикс -нда, -ндя (Бурундя — большое месторождение кремня, Паренда — водоворотище и др.)
- суффикс пренебрежительности -чан, чон (Бугачан — плохое место, Биракчан — речушка и др.)
- суффикс места действия -кит (Давакит — место перевала, Оллокит — место, где можно рыбачить, Урикит — место стойбища, сотянки, Салакит и др.)
- суффикс, указывающий на названия рек -гли (Ингагли — песчано-галечная река, Сирагли, Орогли, Угагли (часть располагаются не в Иркутской области) и др.)
- суффикс многократности действия в отношении места или указывающий на скопление чего-либо мелкого -кта (Арбакта — мелкая река. Марякта — поросль низкой берёзы, Ковыкта — галечная и др.)
- суффикс множественного числа -гир, указывающий на родовую принадлежность (Кыцигировка, Катыгирово, Качегир и др.)

### Енисейскоязычный топонимический пласт
Топонимы енисейского происхождения часто встречаются на западе Иркутской области — в Тайшетском и частично в Нижнеудинском районах, изредка и в некоторых других местах. Чаще всего они происходят из языка исчезнувшего в середине XIX века народа коттов. Коттские названия относятся, как правило, к некрупным географическим объектам, из чего можно сделать вывод, что котты были не самыми древними жителями этой местности.
Отличительной особенностью коттских топонимов является топонимический элемент шет, чет, что переводится как река (Тайшет — холодная река, Акульшет — река с гнилой водой, Камышет — гусиная река, Саранчет — река-рукав, Тамтачет — каменная река, Черчет — ящеричная река и др.). Данные топонимы не распространяются восточнее реки Уды.
Также в Иркутской области встречаются асанские топонимы с элементом ул, что означает вода. Ареал этих топонимов гораздо шире ареала коттских, хотя их легко можно перепутать с названиями иного происхождения (Агул, Тагул, Ангаул, Улыр и др.).
Кроме того, в регионе присутствует ряд топонимов, вероятно, имеющих аринское происхождение и содержащих элементы кул, куль — вода (Ускул, Кулурей, Модонкуль и др.) и сет, сат — река (Каксат, Улзет и др.).
Стоит отметить также ряд географических названий, происхождение которых точно не установлено и, возможно, связано с этнонимом кеты (Хит, Баруун-Кит-Кит, Зуун-Кит-Кит, Киткай, Китой и др.).

### Самодийскоязычный топонимический пласт
До середины XIX-начала XX века в Западных и Восточных Саянах проживали различные немногочисленные самодийские народы — саянские самодийцы. Среди них выделялись камасинцы, тайгийцы, маторцы (баторы), койбалы, а также ряд других племён. Предположительно, самодийское происхождение имеют тофалары и сойоты, ныне относящиеся к тюркам и близкие тувинцам.
Самодийское происхождение, возможно, имеют топонимы с элементом би, бу (в русском звучании могло передаваться как ба) — вода (Тельба, Шуба, Барьба, Барбитай, Зяба и др.), распространённые в северной части Куйтунского, Тулунского и части Братского районов. Иногда вода на самодийских языках могла звучать и как ма (Хорма, Хайлома, Хадама и др.), распространены в Тофаларии.
Также в Иркутской области (преимущественно в Тофаларии) присутствуют названия с самодийским элементом яга, яха — река (Яга, Джугояка, Эгега, Нянгояк и др.).
К самодийским названиям относится название Уда (уд в переводе означает вода), возможно, также Ия.

### Тюркоязычный топонимический пласт
Отдельные тюркские топонимы можно встретить в Прибайкалье практически повсеместно. В VIII-XI веках на этой территории проживал тюркоязычный народ курыканы. Их ареал простирался от долины Селенги до верхней Ангары, жили они на берегах Байкала, по некоторым данным, также в верховьях Лены. В Иркутской области сохранились остатки их материальной культуры, в частности, стоит выделить курумчинскую культуру, распространённую в Эхирит-Булагатском районе. В местах обнаружения памятников их культуры встречаются тюркоязычные топонимы, что подтверждает, что курыканы, вероятнее всего, были тюрками. Тюркское происхождение имеет, возможно, и название Байкал, имеющее значение большое озеро или море. Известным тюркским топонимом является топоним Байтог (в переводе — большая гора). К тюркским относятся топонимы Карга, Кара-Бурень, Курум, Култук и др.
Отличительные признаки тюркоязычных топонимов:
- суффикс принадлежности -лыг
- элемент бай — большой, богатый (Байтог, Байкал, Баймак, Байсуг, Байтал и др.)
- элемент кая, кай (также хай) — гора, скала, утёс (Манхай, Киткай, Хашхай, Ташкай, Сарыкта-Хай, Хайта, Хайга и др.)
- элемент коль, холь (тув. хөл, якут. күөл) — озеро (Берикуль и др.)
- элемент су, суг — вода (Карасук, Тойсуг, Аргазык, Кандазык и др.)
- элемент баш — голова, вершина (Тумырбаш, Башир и др.)

и некоторые другие.

#### Тофаларско-тувинский топонимический пласт
В Саянах тюркские (как правило, тувинские и тофаларские) топонимы распространены повсеместно и составляют большинство. В этих топонимах часто встречаются следующие элементы:
- элемент ой — ручей, низина, ключ (Борлы-ой — самородный ключ, Катумны-ой — берёзовый ключ, Оракты-ой — дорожный ключ, Каранг-ой — тёмный ключ, Кадлы-ой — сосновый ключ и др.)
- элемент адыр — исток или развилина (Холлу-адыр — озёрный исток и др.)[2].

#### Якутский топонимический пласт
На севере и северо-востоке Иркутской области, а также и в более южных её частях встречаются топонимы якутского происхождения. Свойственные для них признаки — элемент үрэх (читается как юрех, юрях) — речка (Тутура (якут. туут үрэх — нельмовая речка), Таюра (якут. Тыа үрэх — таёжная речка) Алах-Юрях — пегая речка, Бес-Юрях — сосновая речка, Куох-Юрях — зелёная речка, Тет-Юрях и др.), суффикс лээх (лах) и некоторые другие. Возможно, к якутским относится топоним Турука (от туруктас — уступ, стоящая ребром скала), хотя, возможно, он является эвенкийским (от турукэ — соль). Возможно, с якутского языка осмысливается название Тулун (якут. толоон — долина, долинный), хотя, возможно, оно имеет бурятские корни.

### Бурятский топонимический пласт
Бурятские топонимы являются одними из наиболее многочисленных в Иркутской области. Они преобладают в Усть-Ордынском Бурятском округе и окружающих его районов, простираются вплоть до Нижнеудинского района на западе, Качугского и Жигаловского на севере. Бурятская топонимика Иркутской области более существенно отличается от монгольской топонимики, чем бурятская топонимика Бурятии. Однако, несмотря на это, у неё всё равно есть сходные черты с монгольской.
Бурятские топонимы могут иметь простые основы, например:
- горхон — ручей
- аршаан — целебный источник
- булаг — родник, ключ
- жалга — овраг, падь
- гол — река (средних размеров)
- мүрэн — река (как правило, крупная)
- нуур — озеро
- хушуун — мыс, выступ
- хада — гора
- hарьдаг — голец

И др. Удвоенные основы в бурятском языке отсутствуют (за исключением заимствований).
Часто в бурятской топонимике встречаются сложные топонимы, состоящими из нескольких слов, первые из которых являются определениями. Примеры таких определений:
Цвета:
- хара — чёрный (Харагун, Хара-гол, Харатирген, Харазаргай и др.)
- шара — жёлтый (Шарагул, Шерагул, Шара-Тогот и др.)
- улаан — красный (Улан (озеро), Улан (деревня) и др.)
- сагаан — белый (Саган-Жалгай — белая падь и др.)

Положение в пространстве:
- хойто — северный
- урда — южный
- зүүн — восточный
- баруун — западный
- дээдэ — верхний
- дунда — средний
- доодо — нижний

Размер:
- ехэ — большой
- бага — маленький

Основные бурятские суффиксы:
- суффиксы принадлежности -та, -тэ, -то, -тай, -тэй, -той (в русской передаче туй), при помощи которых образуются прилагательные от существительных (Наратай — солнечный, Шабартуй — грязный, Шалоты — каменистое и др.)
- суффикс множественного числа -ууд, -гууд, часто указывающий на родовое имя (Харанут, Кукут, Моголют и др.)
- уменьшительный суффикс -хан, -хэн, -хон (Ольхон от бур. Ойхон — слаболесистый)
- суффиксы -гар, -гэр, -гор, образующие отглагольные прилагательные
- отглагольный суффикс -са, -сэ, указывающий на место действия (Хидуса — место сражения, Каранцай — обзорная площадка, Тараса — место расхождения и др.)
- отглагольный суффикс -хай, -хой, образующий прилагательные

### Топонимические пласты субстратного характера
На территории Иркутской области присутствуют топонимы, не поддающиеся расшифровке из языков народов, проживающих или проживавших на данной территории в сравнительно недавнее историческое время. К таковым относятся:
- Топонимы (чаще гидронимы) с элементом об, обь, встречающиеся на границе зоны тайги на севере Куйтунского, Тулунского, в Братском районах (Баробь, Тынкобь, Ахобь, Ухобь, Зобь, Кобь, Зарбь и др.). Топонимы со сходными элементами за пределами Иркутской области встречаются в Западной Сибири в бассейне реки Обь а также в Таджикистане. В Таджикистане элемент об расшифровывается от таджикского об — вода. В Иркутской области эти топонимы, возможно, связаны с языком согдийцев, который как и таджикский относится к иранским, несколько городищ которых было обнаружено на территории области, однако довольно далеко от ареала вышеупомянутых топонимов.
- Топонимы с элементом дан, дон (Дардан-Гол и др.), что на иранских языках означает река.
- Топонимы с элементом таре, тари (Тарея и др.). Аналогичные элементы в топонимах Западной Сибири учёный Андрей Дульзон считал ираноязычными.
- Топонимы с элементом ман (Манут, Хараманут, Шараманут, Мандадым, Туманшет, Манхай, Манзурка, Мандагай и др.). Однако стоит отметить, что объединять вышеперечисленные топонимы в одну группу может быть неверно, например название Манут у Матвея Мельхеева же в другой книге объясняется от бурятского манан — туман, манатай — туманный, а топоним Туманшет содержит коттский элемент шет.

### Русский топонимический пласт
Русские топонимы начали появляться на территории Иркутской области в период начала освоения этой территории русскими (XVII век и позднее). Часто русские названия имели отыменное и отфамильное происхождение, например поселение Жигалово названо по фамилии его основателя Якова Жигалова, посёлок Маркова — от имени ссыльного поляка Марка Савина, Каймоново — от фамилии основателя села Митьки Каямонова, город Вихоревка — в чесить Вихора Савина и т. д. Отыменных и отфамильных названий много как в районах первоначальной земельной колонизации, так и в районах проведения Столыпинской реформы. Встречаются и названия, характеризующие местность с географической точки зрения.
Некоторые населённые пункты назывались в честь выдающихся личностей (Байроновка, Лермонтовский, Толстовка, Тургеневка и др.)
Часто названия русских поселений образовывались от названий местных рек (Иркутск, Ангарск, Усть-Кут, Усть-Илимск, Нижнеудинск), названий народов (Братск, Балаганск и др.).
Часть названий имеет религиозные корни — происходит от имён святых, названий церковных праздников (Троицк, Покровка, Архиереевка и др.). Их число значительно сократилось в советский период.
Иногда новые населённые пункты назывались в честь местности, откуда приезжали основавшие их переселенцы (Лидинская, Полтава, Бузулук, Минск, Московщина, Рязанщина, Воронежский конец и др.).
В Иркутской области существует ряд специфических русских географических терминов, например участок, паберег и др.
В регионе встречаются названия Карымское, Ясачная и аналогичные (Карымск, Ясачная Хайрюзовка, Новоясачная и др.). Возникновение названий типа Карымск происходит от бур. харим — буряты, вступившие в брак с русскими. В деревнях с названием Ясачная жило местное население (буряты, эвенки и др.), облагавшееся ясаком. Ряд топонимов происходит от бурятских и других нерусских имён (Бажей, Топорок, Шаньгина и др.).
В отдельную группу следует выделить советские названия (Октябрьский, Идеал, Гортоп, Красное Поле и др.).
Очень часто населённым пунктам, основанным русскими и другими переселенцами, давались местные — бурятские, эвенкийские и др. названия, часто это названия рек, располагающихся рядом с населённым пунктом.
Иногда населённые пункты переименовывались, старые дорусские названия заменялись новыми. Иногда это был почти буквальный перевод (калька), например бур. дабһан — соль — Усолье-Сибирское. Часто новое название не было связано со старым (Арангата — помост, вышка — Черемхово, улус Нуга — луг — село Бажей, үшөөһэн — тальник, ива — Буркова и др.).